# Cambeva gamabelardense
Cambeva gamabelardense — вид сомоподібних риб родини Trichomycteridae. Описаний у 2022 році.

## Назва
Видова назва gamabelardense походить від грецького слова gamma — третя літера грецького алфавіту, і португальського abelardense, яким називають людей, які народилися в муніципалітеті Абеларду-Лус. Назва є натяком на третій новий вид Cambeva, який, як відомо, трапляється в цій місцевості.

## Поширення
Ендемік Бразилії. Поширений у верхній частині стоку річки Чапеко, притоці річки Уругвай, на висотах приблизно від 750 до 860 м над рівнем моря.